# Ulisse Aldrovandus

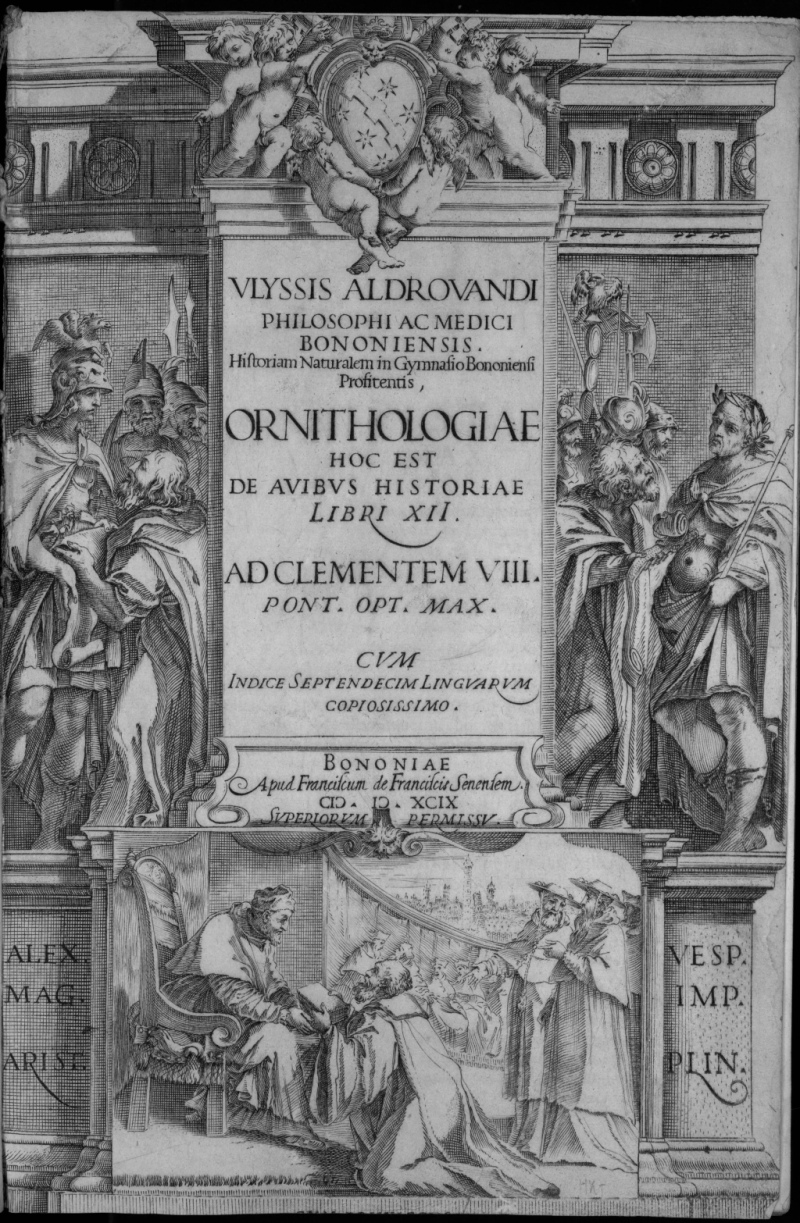

Ulisse Aldrovandus (Bologna, 1522. szeptember 11. – Bologna, 1605. május 4.) olasz természetbúvár, alkimista. A neve előfordul Ulissi Aldrovandi alakban is.

## Életútja
A padovai és bolognai egyetemen jogot, filozófiát és orvostudományt hallgatott, valamint logikát tanított, hogy viszonozza unokatestvére, a pápa alkalmi patronátusát. Antitrinitárius nézeteket vallott, ezért 1549-ben egy évre római házi őrizetbe került. Ezalatt kezdett érdeklődni a természettudomány iránt. Növény- és állatfajokat kezdett gyűjteni és osztályozni. Herbáriuma mintegy 4000 növényfajból állt. Ezért sokat utazott. Számos ornitológiai, orvostudományi, hidrológiai, zoológiai, botanikai művet és kéziratot hagyott hátra. A bolognai egyetemen ő alapította Európa egyik legrégibb füvészkertjét, ahol ő lett a természettudományok első professzora. 
Képek Erbario Alchemico című 26 lapos kéziratából, melyben számos fontos növény jelenik meg társítva az alkímiával.

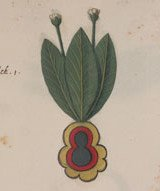
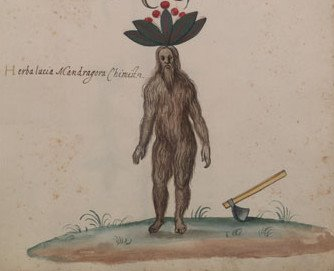
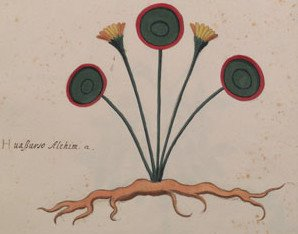
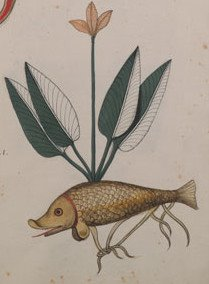
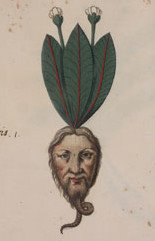
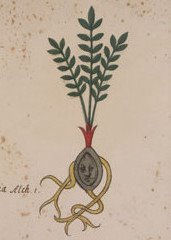
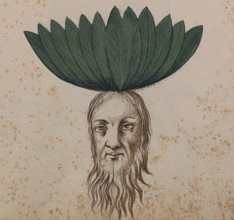